# Vil·la romana de la Sort
La vil·la romana de la Sort és un conjunt històric del segle i dC descobert l'any 2004, les restes del qual es componen de la residència dels amos i l'explotació agrícola i industrial.
La vil·la està localitzada en Ròtova entre la via antiga denominada Camí Reial o Camí Vell de Xàtiva, que unia les ciutats romanes de Saetabis (Xàtiva) i Diànium (Dénia), i el riu Vernissa.
Destaquen una sèrie de murs de considerable alçada que remarquen diferents dependències d’habitatges i trama urbana, destacant un forn dedicat a la producció de ceràmica i un rellevant complex termal. 
Es tracta d’un fundus o propietat rural que es basava en la planificació d’una zona o perímetre, que en el cas de la Sort se situaria entre els accidents geogràfics delimitats pel riu Vernissa i el barranc de la Vinuesa.
Dins del perímetre d’un fundus existien tres parts ben diferenciades. pars urbana o part residencial, la pars rústica o part agrícola i la pars fructuaria o zona industrial. En la primera se situava la residència del propietari, que podia ennoblir-se amb les termes, cosa que va passar a Ròtova. En la tercera estaven els forns o terrisseria, a més d'altres activitats contaminats, que en cas de la Sort no s’han localitzat. I en la segona estaven les dependències agrícoles, com magatzems.
La pars rustica es conformava d’un edifici de planta rectangular, amb una superfície de 400 metres quadrats aproximadament, amb tota una sèrie de departaments o estances al voltant d’un pati central . L’accés principal, que servia també per als carruatges o bèsties que facilitaven els treballs agrícoles i de transport, se situava al centre del mur meridional, amb una orientació cap a l’edifici residencial amb les termes.
Però el més espectacular de la vil·la de la Sort pot ser intuir que el conjunt d’edificis romans s’estenia fins a l'església de Sant Bertomeu  ja que s’han trobat pedres llaurades d’època romana, ceràmiques dels segles II-IV dC i indicis de construcció en la cantonada del Palau del Comtes de Ròtova.  Al 1965 aparegué la làpida romana de Ròtova, quan arrancaven unes oliveres de darrere l’església parroquial de Sant Bertomeu. Josep Camarena va localitzar una inscripció sepulcral del segle I dC que resa: Lucius Baebius Trupo hic situs est, és a dir, “Luci Baebi Trifó és sepultat ací”
Actualment la zona esta urbanitzada dins del polígon de les Mases i es visitable.